# Arachnothryx thiemei
Arachnothryx thiemei är en måreväxtart som först beskrevs av John Donnell Smith, och fick sitt nu gällande namn av Attila L. Borhidi. Arachnothryx thiemei ingår i släktet Arachnothryx och familjen måreväxter. Inga underarter finns listade i Catalogue of Life.